# Terri Walker
Terri Walker, pseudonimo di Chanelle Gstettenbauer (Wimbledon, 14 aprile 1979), è una cantautrice e produttrice discografica britannica.

## Biografia
Nel 2000 Terri Walker ha iniziato la sua carriera contribuendo vocalmente all'album Swings and Roundabouts degli Shanks & Bigfoot, in particolare al singolo Sing-A-Long che ha raggiunto la 12ª posizione della Official Singles Chart e l'84ª nella ARIA Singles Chart. Il suo album di debutto Untitled è stato pubblicato nel 2003 e si è piazzato alla numero 118 della Official Albums Chart, pur ricevendo l'acclamo universale da parte della critica specializzata. È stato candidato al Premio Mercury ed ai MOBO Awards 2003 ha regalato alla cantante quattro candidature. È stato promosso dai singoli Guess You Didn't Love Me e Ching Ching (Lovin' You Still), arrivati rispettivamente alla numero 60 e 38 nella classifica britannica. Il secondo disco L.O.V.E ha goduto di meno successo rispetto al precedente, portando allo scioglimento del contratto di Walker con la Mercury. Nel 2006 è uscito l'album I Am, che è stato supportato da un tour britannico.

## Discografia

### Album
- 2003 – Untitled
- 2005 – L.O.V.E
- 2006 – I Am
- 2015 – Entitled

### Mixtape
- 2011 – Don't Talk

### EP
- 2014 – Joe Buhdha Presents Terri Walker: Untitled to Entitled
- 2019 – Joe Buhdha Presents Terri Walker: Breakout

### Singoli

#### Artista principale
- 2003 – Guess You Didn't Love Me (feat. Mos Def)
- 2003 – Ching Ching (Lovin' You Still)
- 2003 – Drawing Board
- 2005 – Whoopsie Daisy
- 2005 – This Is My Time
- 2006 – Alright with Me
- 2006 – I Am
- 2011 – So Hard
- 2013 – He Loves Me
- 2013 – And So It Goes
- 2014 – Feel Right
- 2015 – Bad Boy (feat. Frisco)
- 2015 – Already Told Ya
- 2015 – Open Your Mind
- 2015 – Feel It In the Water
- 2016 – Lose Twice (feat. The Floacist)

#### Come artista ospite
- 2000 – Sing-A-Long (Shanks & Bigfoot feat. Terri Walker)
- 2004 – Common Ground (Jaimeson feat. Terri Walker)
- 2004 – Make Things Right (Lemon Jelly feat. Terri Walker)